# François-Joachim de Pierre de Bernis
François-Joachim de Pierre de Bernis, född 22 maj 1715, död 3 november 1794, var en fransk kardinal.
Bernis vann rykte i Paris som skald och kom härigenom i gunst hos Madame de Pompadour. Han skickades 1751 som franskt sändebud till Venedig och var statssekreterare för utrikesärenden 1757–1758. År 1758 blev Bernis kardinal, 1764 ärkebiskop i Albi och 1769 franskt sändebud till Rom, där han efter revolutionen 1789 bistod franska flyktingar. År 1744 hade han blivit ledamot av Franska Akademien och 1786 utländsk ledamot av Vitterhetsakademien. Hans Mémoires et lettres publicerades 1878.